# Thorite
Ne doit pas être confondu avec Thorianite.
La thorite, (Th,U)SiO4, est un silicate de thorium rare qui cristallise dans le système tétragonal et qui est isomorphe avec le zircon et l'hafnon (en). C'est le minéral de thorium le plus courant et il est presque toujours fortement radioactif. Il a été nommé ainsi en 1829 pour refléter sa contenance en thorium. La thorite a été découverte en 1828 sur l'île de Løvøya, Norvège, par le minéralogiste Hans Morten Thrane Esmark qui envoya les premiers échantillons de ce minéral noir à son père Jens Esmark, professeur de minéralogie et de géologie,,.

## Gîtes et gisements

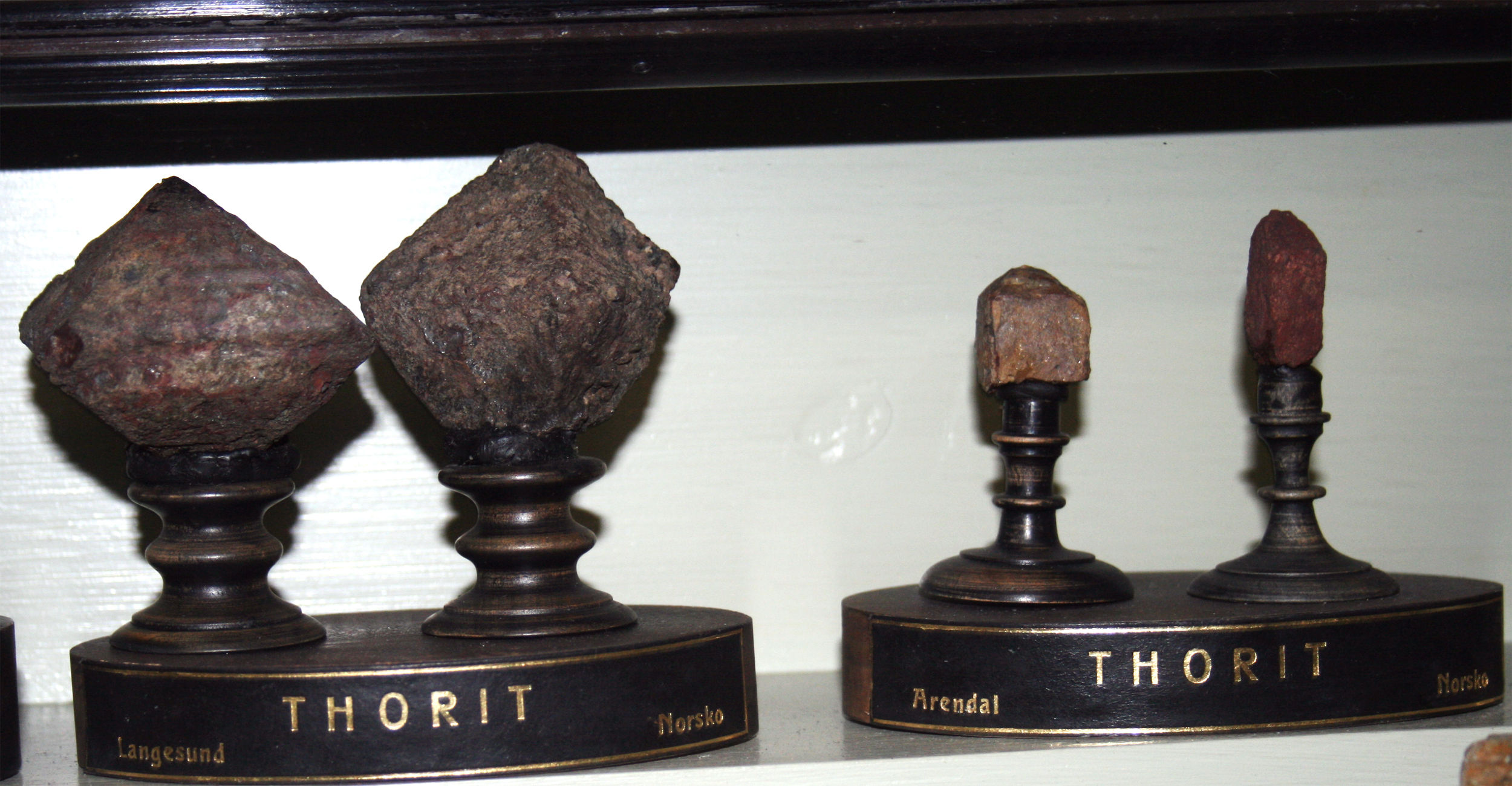
Thorite au musée national de Prague

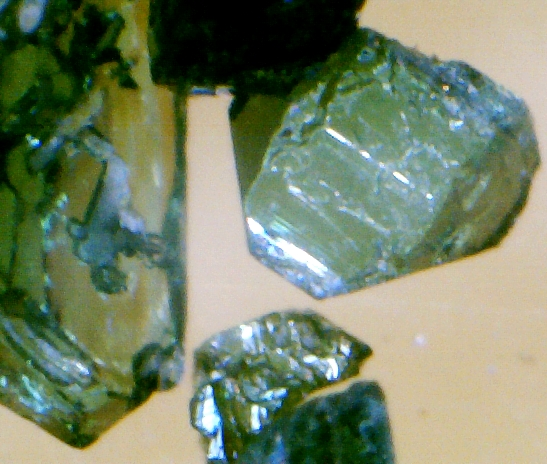
Petits cristaux verts grossis de thorite

Les échantillons de thorite proviennent généralement de pegmatites, de roches effusives volcaniques, de veines hydrothermales et de roches métamorphiques. Ils se trouvent également dans les petits grains de sables détritiques. Les cristaux sont rares mais la thorite peut être trouvée sous la forme de cristaux prismatiques courts avec terminaison pyramidale.
La thorite est souvent associée avec le zircon, la monazite, la gadolinite, la fergusonite (en), l'uraninite, l'yttrialite et le pyrochlore.
La thorite est un minerai important d'uranium. Une variété de thorite, appelée souvent « uranothorite », est particulièrement riche et a été exploitée comme minerai d'uranium à Bancroft, Ontario, Canada. D'autres variétés de thorite sont l'orangite, une variété orange, et la calciothorite, une variété impure avec des traces de calcium.

## Propriétés
La thorite est habituellement métamictisée et hydratée, la rendant optiquement isotrope et amorphe. En fonction des différences de composition, sa densité varie de 4,4 à 6,6 g/cm3. Sa dureté est de 4,5 et l'éclat est vitreux ou résineux. Sa couleur est normalement noire mais peut également être noir brunâtre, orange, orange jaunâtre et vert foncé. On peut la trouver associée à des oxydes d'uranium.
Du fait que la thorite est grandement radioactive, les échantillons sont souvent métamictisés. C'est un état trouvé dans les minéraux radioactifs qui résulte des effets destructeurs de son propre rayonnement sur sa structure cristalline. Cet effet peut détruire complètement la structure cristalline tout en laissant l’aspect extérieur inchangé.